# 髮蠟
髮蠟（英語：Pomade）為塗抹在頭髮上的化妝品，其目的在疏整頭髮或定型。因成分含有固體蠟，因此得其名。至於英文的「Pomade」一詞，應該源自法語的蘋果（Pomme），或許是指其物品當初上市，常含有蘋果香味的香料（如同蘋果上有打蠟）。歷史上亦有使用動物脂肪（如熊脂）製作的類似護髮產品，但習慣以“髮蠟”統稱。
近現代髮蠟的發明與流通，溯自1873年英國，該產品問世之初，主要消費群為英國紳士，使用時機通常為理髮後的保持髮型。不過經幾百年的演變後，該產品已不分性別的使用。不但如此，2000年後的髮蠟更具有染髮、護髮等功效。也被認為較同類型的噴霧式髮膠更具環保概念。